# أونور بيرنا فليالمسدوتر
أونور بيرنا فليالمسدوتير (بالآيسلندية: Unnur Birna Vilhjálmsdóttir)‏ وهي ممثلة وعارضة أزياء و رئيسة تشريفات أيسلندية وهي الفائزة بلقب ملكة جمال العالم في سنة 2005 وألتي اقيمت في مدينة سانيا في الصين والفائزة بلقب ملكة جمال أيسلندا ولدت في 25 مايو 1984 في مدينة سيلتيارنيس في آيسلندا.